# Brutus (Popeye)
Brutus is een personage ontwikkeld door King Features Syndicate voor de tekenfilms van Popeye die werden gemaakt tussen 1960 en 1962. Later verscheen Brutus ook in de stripreeks van Popeye. De strips maken duidelijk dat Brutus en Bluto niet dezelfde personen zijn zoals veelal gedacht. Brutus wordt namelijk voorgesteld als lookalike en tweelingbroer van Bluto.

## Ontstaan personage
Tot 1957 werden de Popeyetekenfilms enkel vertoond als voorfilmpjes in de bioscoopzalen. Deze films werden gemaakt door Fleischer Studios en verspreid via Paramount Pictures. Paramount Pictures was van mening dat de format van de Popeyefilms niet meer voldeed en verkocht de rechten aan Associated Artists Productions, wat ondertussen hernoemd is naar United Artists. Zo konden de bestaande Popeyetekenfilms worden uitgezonden via de televisie. Dit werd een succes waardoor King Features Syndicate besloot om onder eigen beheer nieuwe tekenfilms te maken, weliswaar gemaakt door externe animatiestudio's. Deze verschenen tussen 1960 en 1962.
Omwille van een slechte research was King Features Syndicate van mening dat het personage Bluto eigendom was van Paramount Pictures. Daarom besloot King Features Syndicate om het personage te restylen. Dit werd Brutus die ietwat dikker en minder gespierd is. Verder is Brutus geen zeeman, maar eerder een boef en overvaller. Ook is hij niet zozeer geïnteresseerd in Olijfje. In tegenstelling tot Bluto ontvoert hij Olijfje niet uit liefde, maar als gijzelaar.
Later bleek dat King Features Syndicate wel degelijk de naam en het personage Bluto in eigendom had. Zij hadden trouwens het personage Bluto gebruikt in de strip "Bluto the Terrible" nog voordat de tekenfilms werden gemaakt. Een van de denkfouten van King Features Syndicate was dat zij Bluto nooit als een hoofdpersonage hebben geprofileerd, terwijl dat in de tekenfilms net wel is.
In 1978 verscheen er nog een nieuwe reeks, ditmaal gemaakt door Hanna-Barbera waarin Brutus terug werd vervangen door Bluto. Ook in de drie speelfilms, Popeye (1980), Popeye and Son (1987) en Popeye's Voyage: The Quest for Pappy (2004), gebruikt men het personage Bluto.
In 1982 bracht Nintendo het Arcadespel Popeye uit waarin wel het personage Brutus werd gebruikt. In dit spel ontvoert hij Olijfje wel uit liefde.

## Stemacteur
Het personage Brutus werd in de tekenfilms ingesproken door Jackson Beck. Beck heeft, naast William Pennell, Pat Cassotta, Gus Wickie, Billy Bletcher, Pinto Colvig en Jackson Beck, ook Bluto ingesproken in de reeks van Fleischer Studios.